# ツングースカ大爆発
座標: 北緯60度55分 東経101度57分 / 北緯60.917度 東経101.950度

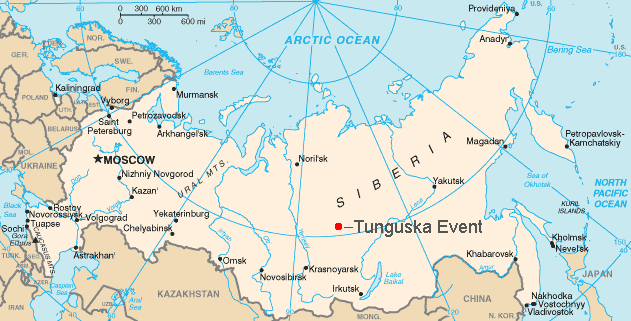
ツングースカ大爆発の位置（赤丸）

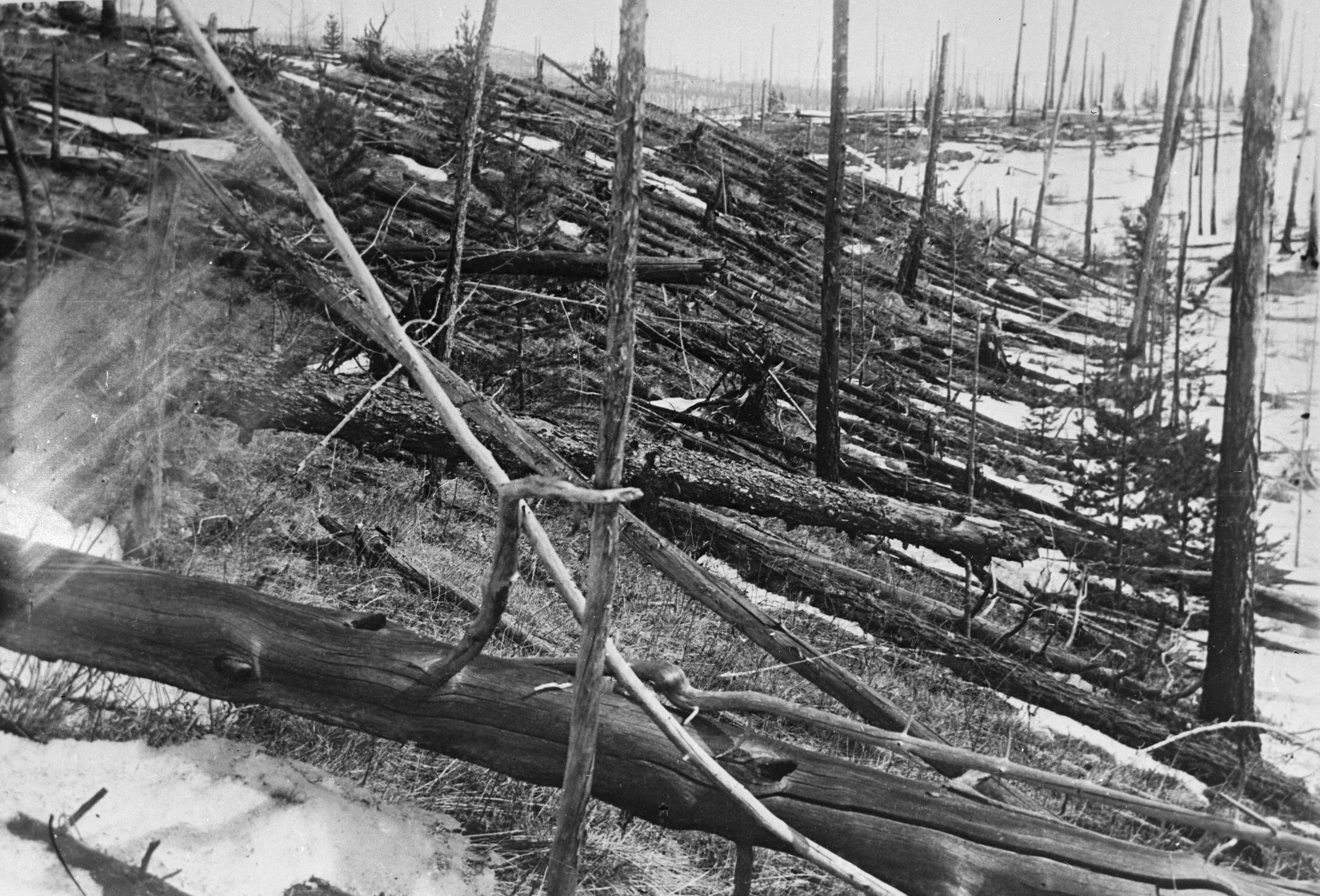
クーリック探検隊による写真（1927年）。一方向に樹木がなぎ倒されている。

ツングースカ大爆発（ツングースカだいばくはつ、ロシア語: Тунгусский взрыв、英語: Tunguska explosion）は、1908年6月30日7時2分（現地時間）頃、ロシア帝国領中央シベリア、エニセイ川支流のポドカメンナヤ・ツングースカ川上流（現・ロシア連邦クラスノヤルスク地方）ヴァナヴァラ北の上空で隕石によって起こった爆発である。ツングースカ事件（Тунгусский феномен, Tunguska event）とも言われる。

## 概要
直径50 - 60メートルの隕石が大気中で爆発して強烈な空振が発生し、爆心地から半径約30 - 50キロメートルの森林が炎上、約2,150平方キロメートル（東京都とほぼ同じ面積）の範囲の樹木がなぎ倒されたほか、1,000キロメートル離れた家の窓ガラスも割れた。爆発によって生じたキノコ雲は数百キロメートル離れた場所からも目撃され、イルクーツクでは衝撃による地震が観測された。爆発した物質が気化して巨大な夜光雲を形成したため、アジアからヨーロッパにかけての広い範囲で爆発から数夜にわたって夜空が明るく輝き、ロンドンでは真夜中に人工灯火なしに新聞を読めるほどであった。
地面の破壊規模から見て、爆発した物体の大きさは当初3 - 70メートルと推定された。爆発地点では地球表面にはほとんど存在しない元素のイリジウムが検出された。破壊力はTNT換算で3 - 30メガトンの範囲と考えられていたが、後に5メガトン程度と特定された。
居住地から離れたタイガの奥地であるため、人的被害は公的には確認されていないが、遊牧民のチュムが吹き飛ばされるなどして死傷者が出たとする伝聞がある。また非常に僻地であるため、猟師や木こりなど発見されなかった犠牲者がいた可能性もある。

## 調査の歴史
爆発が起こったのは第一次世界大戦やロシア革命の数年前、かつ日露戦争を終えてまもない時期だったことから、ロシア国内の社会は非常に混乱しており、現地調査はしばらく行われなかった。
初の現地調査は爆発から13年後、1921年に鉱物学者レオニード・クーリックを中心とするソ連科学アカデミー調査団によって行われた。クーリックはツングースらから聞き取り調査を行い、落下する火球が目撃され、衝撃音は20数回続いたことを確認した。イノケンチー・スースロフも1927年に聞き込み調査を行い、当時森林で山火事が発生したことを報告している。その後、クーリックは4度の探検を行った。
1. 1927年 - 助手G・P・ギューリッヒとともに、大規模な倒木地帯の中心を発見する。
2. 1928年 - 狩猟学者、動物学者、作家のV・A・スイチンと共に、スースロフの漏斗（爆心地付近の凹地）の磁気を測定するが、鉄隕石が落ちた証拠は見つからなかった。
3. 1929年 - 天文学者のE・L・クリノフとともに、スースロフの漏斗を排水して調査するが、隕石の破片は見つからなかった。
4. 1939年 - ユージノエ沼の調査。
5. 1940年 - ユージノエ沼の調査を行う予定だったが中止。

クーリックは「落下した天体は隕石である」と考えていたが、4回の探検ではクレーター（隕石孔）や隕石の破片など隕石落下説を裏付ける証拠は発見できなかった。
1946年にはロシアのSF作家アレクサンドル・カザンツェフが「爆発は地球に墜落した異星人の宇宙船に積まれた核爆弾によるものである」という内容の小説「爆発」を発表した。これを受け、トムスク大学の研究員などを中心とした総合自主探検隊 (KSE) が結成される。後にKSEは現地で数回の残留放射能の測定を行うが検出されず、カザンツェフの説は否定された。
1960年代に入ると本格的な探検調査が行われるようになった。倒木の倒れている向きなどの綿密な地図が作られたことで、爆心地や爆発力、入射角、爆発時の速度などが推測された。
また1999年には、イタリアの科学者チームが爆心地と想定される地点から約8キロメートル北にあるチェコ湖の調査を行い、衝撃等の痕跡から、同湖の成因がこの爆発によるものであることを証明したと主張しているが、異論や反論もある。
2007年には米サンディア国立研究所の研究チームが、スーパーコンピュータを使った解析による検討を発表した。解析によると、隕石自体は従来考えられたサイズより小型であり、広範囲の被害は大気中でのエアバーストが原因とされた。
2013年にはウクライナ、ドイツ、米国の科学者のグループが、当時の泥炭の地層より、隕石を構成していたとみられる鉱物を検出した。これによって爆発の原因は隕石であることが特定された。発見されたものはいずれも炭素の元素鉱物であるロンズデーライト、ダイヤモンド、石墨の混合物で、ロンズデーライトの結晶中にはトロイリ鉱とテーナイトも含有されていた。ロンズデーライト、トロイリ鉱、テーナイトは地球上にはほとんど存在しない鉱物であり、これらは隕石が落下したことを証明するには十分な証拠である。また、隕石の空中爆発の再現実験により、ツングースカ事件の被害が説明できることが示されている。

## 爆発跡の様子
爆発の衝撃波と斜めに高速移動した衝撃波とが合成された衝撃波によって、爆発の跡は羽を広げた蝶のような形をしている。そのため爆発跡の形はツングースカ・バタフライと呼ばれている。また落下地点の周辺で、樹木や昆虫の生育に異常が見られた。具体的には、成長の停止、逆に異常な速度の成長、新種の出現などである。
爆心地付近に、スースロフの漏斗と名づけられた凹地がある。レオニード・クーリックは衝突クレーターと考え、I.M.スースロフにちなんで名づけたが、実際は氷雪地形の一種のサーモカルストである。

## 爆発の原因として推定された説
クレーター（隕石孔）が形成されず、隕石の残片などが長く発見されなかったため、過去には下記のような説が唱えられた。
彗星・小惑星爆発説
爆発の規模から地球に落下した質量約10万トン・直径50 - 100メートルの天体が地表から6 - 8キロメートル上空で爆発、跡形なく四散したとされる。落下した天体の正体については諸説あるが、ケイ酸塩鉱物を含むといわれ、小型の彗星か小惑星が有力視されていた。なお、隕石の落下については当然見つかるはずの鉄片や岩石片を発見できなかったため、可能性は低いと見られていた。
ガス噴出説
2008年7月に、ボン大学の物理学者ヴォルフガング・クントは彗星や小惑星を原因としない新説として、地表の奥深くにたまった、メタンを多く含むガス1,000万トンが地上に噴出したという説を発表した。

## ツングースカ大爆発を扱った作品
『金星応答なし』スタニスワフ・レム（1951年）
ツングースカ大爆発は金星人の無人探査船が墜落したものであったとする。
『たそがれに還る』光瀬龍（1964年）
ツングースカ隕石が、超古代に難破した地球外の知的生命の宇宙船が爆発したものであったとする。ただし、世界観を共有する短編『流星二五〇五年』（1967年）では、ツングースカ大爆発は26世紀のタイム・マシンの作用の結果だということが示唆されている。
『ブラックホールとロリポップ』ジョン・ヴァーリイ（1977年）
『八世界シリーズ』の1編。ツングースカ大爆発は地球を貫いた小型のブラックホールが引き起こしたものとしている。
『さよならジュピター』小松左京（1980年）
小説版にて、ツングースカ大爆発は原子サイズのミニ・ブラックホールの衝突によって生じたものであり、ミニ・ブラックホールはそのまま地球の核にとどまっているとされている。
『盗まれたハネムーン』柴田昌弘（1980年）
ツングースカの謎の爆発事件が実は事故でコントロールを失った宇宙船の墜落事故であり、その生き残りの女性ミューが子孫の中に自身の意識を滑り込ませて72年後、救助の到来を知り器の主導権を奪い帰還しようと企む。
『ツングース特命隊』山田正紀（1980年）
ツングース隕石は、人類に代わる第二の知的生命体の進化を促すために地球外から送り込まれた「カプセル」であり、ツングース川上流の地下に広がる「地の国」にまで落下したものとされる。
『2001夜物語』星野之宣（1984年）
第8話「悪魔の星」にて、ツングースカ隕石は反物質からなる太陽系第10番惑星「魔王星」から飛来したものであり、大気と対消滅を起こし空中爆発したという仮説が示される。
『タイタニックミステリー』学研（1987年）
取扱説明書に掲載されている漫画にて、タイタニック号引き揚げの命を受けたマリーンに、ロボットTMA-1が映像を見せていた。なお、実際のツングースカ大爆発は1908年に起こっており、タイタニック号沈没は、その4年後の1912年である。
『ドグマ・マ＝グロ』梶尾真治（1991年）
ツングース爆発は、多次元世界のほころび「ツングース体」による多重層平行宇宙の接触事故によって発生したものとされる。
『運命のタロット』皆川ゆか（1996年/第11巻）
歴史の改変を賭けた抗争において、対象とする歴史上の事象として扱われる。作品中最大規模の戦いであり、複数の主要登場人物がこの際に命を落とす。
『天空の覇者Z』宇野比呂士（1997年）
若きアドルフ・ヒトラーにより採掘され、劇中のナチスが使用する「T鉱」の原材料となる。
物語のラストで天馬がヒトラーを打倒して歴史を作り替えた為、ツングース隕石は地球に飛来しなかった世界線になる。
『ザ・ドラえもんズ スペシャル』宮崎まさるシナリオ・三谷幸広作画（1999年）
ツングース隕石の正体は、異星人ナターシャが乗ってきた宇宙船という設定になっており、ロシアがいくら探しても隕石を発見できなかったのはホログラフ発生装置によるもの。
『鏖殺の凶鳥』（文庫化時『凶鳥〈フッケバイン〉 ヒトラー最終指令』）佐藤大輔（2000年）
ツングースカ隕石は墜落した地球外生物の宇宙船であったという設定。脱出し地球各地に分散した地球外生物の技術をめぐり、1945年のドイツ・ベルリン南東の田舎町で死闘が繰り広げられる。
『第二次宇宙戦争 マルス1938』伊吹秀明（2000年）
『宇宙戦争』のパスティーシュ。ツングース大爆発は再度の地球侵略を狙う火星人があらかじめ送り込んでいた戦闘機械の落下によるものとされる。
『ルパン三世 お宝返却大作戦!!』（2003年）
劇中で登場する「トリックダイヤ」は、ツングースカ大爆発の際に墜落したUFOからアントニ・ガウディが採取した物質を元に作られているという設定。この「トリックダイヤ」を手に入れるべく、老泥棒マーク・ウィリアムズの残した遺言に従ってルパン三世と次元大介はマークの盗んだお宝の返却を開始する。
『逆光』トマス・ピンチョン（2006年）
下巻356ページ以降。ロシアの飛行船ボリシャーシャ・イグラ号は上空から爆発現場を視察し、地球外や「時間外」から来た物体が引き起こした爆発と推測する。主人公の1人キット・トラヴァースは針葉樹林帯を移動中に大爆発に遭遇し、それが「四元数兵器」の発射によって引き起こされた可能性を推測する。
『RESISTANCE〜人類没落の日〜』（2006年）
1908年にロシアに落下した隕石によって外宇宙からもたらされたキメラウィルスが蔓延し、キメラへと変異した人間の増殖とウィルスのパンデミックによりロシアが壊滅する。1940年代後半に旧ロシア地域から出現したキメラによる破竹の侵略により世界各地が蹂躙され、人類が滅亡寸前に陥る。ツングースカの隕石落下を分岐点として、世界大戦が勃発していないなど現実とは異なる歴史を辿っている世界観を持つ。
『仮面ライダーEVE-MASKED RIDER GAIA-』早瀬マサト（2006年）
ショッカー首領が乗っていた宇宙船がツングース隕石の正体。
『ケロロ軍曹』（2008年）
第229話「サブロー＆クルル静かな戦いであります」にて、1908年に起きた爆発の原因がクワイエット星人によるもので、地球人がその爆発を防いだ痕跡がツングースカ・バタフライであるとされている。放映当時はツングースカ大爆発の100年目であり、作中のテレビ番組でも特集として取り上げられていた。
『K-20 怪人二十面相・伝』（2008年）
ツングースカ爆発をニコラ・テスラ博士の無線送電兵器「テスラ装置」の実験によるものとしている。
『トリック劇場版 ラストステージ』（2014年）
村の離れに住む呪術師が告げる「世界の終わり」に類似した怪現象として扱われるほか、物語の結末を左右する要素の一つとなっている。
『Fate/Grand Order』（2015年）
期間限定イベント「非霊長生存圏 ツングースカ･サンクチュアリ」（2021年）は事件後のツングースカが物語の舞台であり、登場するキャラクターの来歴に深く関わるものとされた。魔術や霊体等の超常現象を扱う作品ではあるが、事件の原因は神秘の類ではなく自然現象とされている。
『コンクリート・レボルティオ〜超人幻想〜』（2016年）
最終話において、登場人物の一人の来歴が（明言はされていないものの）ツングースカ大爆発に起因するものであったことが明かされる。
『ウルトラマンオーブ』（2016年）
第1話冒頭、ウルトラマンオーブとマガゼットンの戦いの余波で周りの森林が大爆発を起こし、一人の少女が巻き込まれた「ルサールカ大爆発」が起きている。その年号がツングースカ大爆発の起こった年と同じ西暦1908年である。
『ドールズフロントライン』（2016年）
そもそも爆発の原因が隕石ではなく、超古代文明の築いた遺跡によるものだという設定が設定資料集二巻で明かされている。